# Šport u 1924.
◄◄ | ◄ | 1921. | 1922. | 1923. | 1924.  | 1925. | 1926. | 1927. | ► | ►►
Arhitektura • Astronomija • Biologija • Film • Fotografija • Glazba • Kazalište • Kemija • Kiparstvo • Knjige • Književnost • Kršćanstvo • Meteorologija • Medicina • Planinarstvo • Politika • Pravo • Promet • Slikarstvo • Strip • Šport • Televizija • Znanost • Zrakoplovstvo • Željeznički promet
Šport u 1924.

## Svijet

### Natjecanja

#### Svjetska natjecanja
- od 25. siječnja do 5. veljače – VIII. Olimpijske igre – Pariz 1924.

### Osnivanja
- AS Monaco FC, monegaški nogometni klub
- AEK Atena F.C., grčki nogometni klub
- Hapoel Haifa F.C., izraelski nogometni klub
- AS Monaco FC, monegaški nogometni klub
- Rayo Vallecano, španjolski nogometni klub

## Hrvatska i u Hrvata

### Osnivanja
- Osječki nogometni podsavez
- NK Maksimir Zagreb, hrvatski nogometni klub
- NK Trnje Zagreb, hrvatski nogometni klub

### Rođenja
- 13. siječnja – Davorin Marčelja, hrvatski atletičar († 2011.)
- 25. rujna – Jerko Bulić, hrvatski atletičar († 2008.)

## Vanjske poveznice
|  | Zajednički poslužitelj ima još gradiva o temi Šport u 1924. |